# Constitution sicilienne de 1812
Lire en ligne

http://www.dircost.unito.it/cs/docs/sicilia181.htm

La constitution sicilienne de 1812 est un texte constitutionnel adopté en Sicile par le Parlement sicilien le 19 juillet 1812.
Voulu par le représentant britannique William Cavendish-Bentinck, qui souhaite que la Sicile sous protectorat anglais propose à l'Italie et à l'Europe un contre-modèle à la Révolution française et à Napoléon, le projet constitutionnel, écrit par Paolo Balsamo, s'inspire du régime politique anglais et de la Constitution espagnole de 1812. Mais il reste en deçà du mouvement européen social et post-féodal.
Le texte sépare l'île du royaume de Naples, instaure le bicamérisme à l'anglaise (chambre des pairs et chambre des communes), reconnait les libertés individuelles (pensée, parole, presse, association et résistance à l'arbitraire policier), et abolit les privilèges féodaux. La chambre des Pairs regroupent les aristocrates et prélats anciennement membres du Parlement sicilien, la chambre des communes est composée de représentants des cités, élus au suffrage censitaire. 
Par l'article XI, les fiefs deviennent propriétés privés des nobles, et les servitudes féodales (pâture, ramassage du bois mort ou vif) disparaissent sans compensations des anciens vassaux sauf preuves d'un contrat préexistant. S'ils abandonnent leurs droits féodaux volontairement, les barons n'en demeurent pas moins les bénéficiaires de la réforme foncière en devenant libres propriétaires de plein droit sans rien dépenser et restent les maitres politiques de l'île. Ils maitrisent le changement politique sans limitant l'élan réformateur à leurs intérêts, au nom des traditions siciliennes. Ils imposent que le roi de Sicile qui récupèrerait la couronne napolitaine ou acquerrait un autre royaume devrait laisser l'un des deux trônes à son fils. 
La constitution peine à s'appliquer pleinement. En effet, les deux chambres ne parviennent à aucun accord faute de culture du débat et les parlementaires se divisent entre le parti anglophile constitutionnaliste autour du journal La Cronaca di Sicilia, et le clan des Anticronici, aspirant à davantage de démocratie et un rapprochement avec le roi napoléonien de Naples, Joachim Murat. La tendance démocrate est exclue du conseil d’État par les barons. Cela se traduit par des gouvernements instables et la succession de trois législatures entre juillet 1813 et mai 1815,. 
Le texte de la constitution sicilienne est diffusée en Calabre par les Britanniques afin de mobiliser les carbonari en faveur d'un retour de Ferdinand IV sur le trône à la place de Murat, lesquels semble à l'époque majoritairement partisans d'un système politique de type britannique. 
Lorsque Ferdinand recouvre le royaume de Naples au Congrès de Vienne de 1815 et que l'Angleterre se retire des affaires siciliennes, le roi propose de renoncer à l'indépendance de l'île et d'instaurer un système plus modéré, proche de la charte constitutionnelle française de 1814, dans lequel le Parlement perdrait son pouvoir législatif mais où quelques acquis de la Révolution française persistent. Il dissout le Parlement et révoque la constitution le 15 mai 1815. La commission formée pour réfléchir à cette révision constitutionnelle réunit représentants des courants politiques siciliens et experts juridiques et administratifs, sous l'égide du ministre de l'Intérieur, Luigi de' Medici. Mais aristocrates et démocrates s'opposent durant un an et demi sans aboutir à un accord. Ferdinand abroge donc la constitution de 1812 par les décrets des 8 et 11 décembre 1816 qui donnent naissance au royaume des Deux-Siciles.